# Drum național 29B
Der Drum național 29B (rumänisch für „Nationalstraße 29B“, kurz DN29B) ist eine Hauptstraße in Rumänien.

## Verlauf
Die Straße nimmt in der Kreishauptstadt Botoșani am Drum național 29 (Europastraße 58) ihren Ausgang  und verläuft nach Nordwesten, dabei den Drum național 29C abzweigen lassend, in die Kleinstadt Dorohoi. Dort trifft sie auf den Drum național 29A. Die Fortsetzung zur Grenze zur Ukraine (mit einem Grenzübergang nach Herza) ist nicht als Nationalstraße, sondern als Kreisstraße DJ291C ausgewiesen.
Die Länge der Straße beträgt rund 33 km.